# Servicio 508 (Corredor Verde)
La línea 508 fue un servicio troncal del Corredor Verde que conectaba la estación Miguel Grau (Lima) con el distrito de San Miguel. Dejó de operar en septiembre de 2020, pocos días después que la Autoridad de Transporte Urbano obtuviera las competencias de Protransporte.[cita requerida]

## Características
Inició operaciones el 22 de septiembre de 2018. Circulaba por la vía expresa de la avenida Miguel Grau, el paseo Colón y las avenidas Arica y Venezuela. Por el oeste, el recorrido de ida se desviaba por las avenidas Universitaria, Precursores e Insurgentes; esto debido a que la calzada norte de la avenida Venezuela pertenece a la provincia del Callao.
Debido a discrepancias entre Protransporte y el concesionario, fue el único servicio de todos los corredores complementarios que nunca contó con recaudo electrónico. En consecuencia, las tarjetas Lima Pass y del Metropolitano no eran válidas como medio de pago. Operó con una flota de autobuses de 12 metros y algunos midibuses de 9 metros.

### Horarios
| Días            | Horario                   |
| --------------- | ------------------------- |
| Lunes a domingo | 05:00 a. m. - 11:00 p. m. |

### Tarifas
El pago se efectuaba con dinero en efectivo, al abordar el bus o a un cobrador de piso.
| Tipo    | Precio  |
| ------- | ------- |
| General | S/ 1.20 |
| Medio   | S/ 0.60 |

Inicialmente el pasaje General costaba de S/. 1.00 y pasaje Medio costaba S/. 0.50. Posteriormente fue aumentado por algún motivo.

## Recorrido
| Ida Venezuela        | Jirón Lorenzo de Vidaurre (desde la Avenida Almirante Miguel Grau) — Avenida Almirante Miguel Grau — Vía Expresa Almirante Miguel Grau — Plaza Grau — Avenida 9 de Diciembre — Plaza Bolognesi — Avenida Arica — Jirón Aguarico — Avenida Venezuela — Avenida Universitaria — Avenida La Mar — Avenida Parque de las Leyendas — Avenida de los Precursores — Avenida de los Insurgentes (hasta la avenida Venezuela). |
| Vuelta Estación Grau | Avenida Venezuela (desde la avenida Elmer Faucett) — Avenida Arica — Plaza Bolognesi — Avenida 9 de Diciembre — Plaza Grau — Vía Expresa Almirante Miguel Grau — Avenida Almirante Miguel Grau (hasta la avenida Nicolás de Ayllón). |

## Paraderos
| N° | Paradero               | Común con |
| -- | ---------------------- | --------- |
| 1  | Estación Grau          |           |
| 2  | Huánuco                |           |
| 3  | Lucanas                |           |
| 4  | Abtao                  | AC-01     |
| 5  | Andahuaylas            | AC-01     |
| 6  | Abancay                | AC-01     |
| 7  | Garcilaso              | 404       |
| 8  | Plaza Bolognesi        | 404       |
| 9  | Iquique                |           |
| 10 | Municipalidad          |           |
| 11 | Aguarico               |           |
| 12 | Pilcomayo              |           |
| 13 | Tingo María            |           |
| 14 | Canziani               |           |
| 15 | Elio                   |           |
| 16 | Palomino               |           |
| 17 | Mercado                |           |
| 18 | San Marcos             |           |
| 19 | Católica               | 209       |
| 20 | La Mar                 |           |
| 21 | Riva Agüero            |           |
| 22 | Parque de las Leyendas |           |
| 23 | Escardó                |           |
| 24 | Faucett                |           |
| 25 | Insurgentes            |           |
| 26 | Venezuela              |           |

| N° | Paradero        | Común con |
| -- | --------------- | --------- |
| 1  | Faucett         |           |
| 2  | Hospital Naval  |           |
| 3  | Estadio         |           |
| 4  | San Marcos      |           |
| 5  | Mercado         |           |
| 6  | Palomino        |           |
| 7  | Elio            |           |
| 8  | Canziani        |           |
| 9  | Tingo María     |           |
| 10 | Napo            |           |
| 11 | Municipalidad   |           |
| 12 | Plaza Bolognesi |           |
| 13 | Washington      |           |
| 14 | Garcilaso       | 404       |
| 15 | Abancay         | AC-01     |
| 16 | Andahuaylas     | AC-01     |
| 17 | Abtao           | AC-01     |
| 18 | Huánuco         | AC-01     |
| 19 | Aviación        |           |
| 20 | Estación Grau   |           |